# 1141. grenadirski polk (Wehrmacht)
1141. grenadirski polk (izvirno nemško 1141. Grenadier-Regiment; kratica 1141. GR) je bil pehotni polk Heera v času druge svetovne vojne.

## Zgodovina
Polk je bil ustanovljen 6. avgusta 1944 s preimenovanjem 1. grenadirskega polka Vzhodna Prusija; dodeljen je bil 561. grenadirski diviziji.